# Manuel Irurita y Almándoz
Manuel Irurita y Almándoz (Larráinzar, 19 agosto 1876 – Montcada i Reixac, 3 dicembre 1936) è stato un vescovo cattolico spagnolo. Dopo l'inizio della guerra, monsignor Irurita si rifugiò per scampare alle milizie anarchiche, ma le sue tracce si persero dopo che fu arrestato dalle milizie nel dicembre 1936.
La versione ufficiale sostiene che il 3 dicembre 1936, pochi giorni dopo essere stato arrestato, monsignor Irurita venne fucilato nel cimitero di Montcada i Reixac insieme ad altri religiosi e laici. Tuttavia, negli ultimi anni, alcuni autori hanno messo in dubbio a torto questo fatto. Nonostante tutto, è considerato uno dei tredici vescovi uccisi nella zona repubblicana durante la guerra civile spagnola, vittima della persecuzione religiosa.

## Biografia
Monsignor Manuel Irurita y Almándoz nacque a Larráinzar il 19 agosto 1876.

### Formazione e ministero sacerdotale
Studiò alla scuola dei padri cappuccini di Lecároz e successivamente al seminario diocesano di Pamplona.
Nel 1901 fu ordinato presbitero. Concluse la sua formazione ecclesiastica conseguendo i dottorati in filosofia e in sacra teologia presso l'Università di Valencia.

### Ministero episcopale
Il 20 dicembre 1926 papa Pio XI lo nominò vescovo di Lérida. Ricevette l'ordinazione episcopale il 25 marzo successivo dall'arcivescovo Federico Tedeschini, nunzio apostolico in Spagna, coconsacranti l'arcivescovo metropolita di Valencia Prudencio Melo y Alcalde e il vescovo di Pamplona Mateo Múgica y Urrestarazu.
Il 13 marzo 1930 papa Pio XI lo nominò vescovo di Barcellona. Era un riconosciuto simpatizzante carlista e decisamente contrario al movimento indipendentista catalano.
Durante gli anni della Seconda Repubblica Spagnola monsignor Irurita era descritto come un chierico reazionario,
integrista e ultraconservatore. Alla proclamazione della Repubblica, Irurita fu uno dei primi prelati che fecero visita ai nuovi leader nazionali. Chiese ai suoi sacerdoti di mantenere il rispetto per le autorità e di collaborare con loro "nel perseguimento dei loro nobili fini". Tuttavia, due giorni prima di questa visita, aveva attribuito alla Repubblica un "significato catastrofico". Visto che la separazione tra lo Stato repubblicano e la gerarchia cattolica divenne sempre più grande, Irurita era particolarmente critica della politica religiosa delle autorità repubblicane. Durante la discussione della legge sulle confessioni e le congregazioni religiose, Irurita dichiarò che, nelle questioni religiose, "l'unico potere legittimo che riconosceva era quello della Chiesa". Negli anni della Repubblica ebbe un interesse speciale per le profezie di Madre Maria Rafols, una monaca ottocentesca, che finirono per dimostrarsi apocrife, dal momento che erano state falsificate nel XX secolo.
Anche i suoi rapporti con i catalani furono tesi: per esempio, quando nel 1933 morì il presidente della Generalitat Francesc Macia, inizialmente Irurita rifiutò di inviare un suo cappellano alle esequie. Cambiò idea grazie all'arcivescovo Francisco de Asís Vidal y Barraquer.
Dopo lo scoppio della guerra civile, il 21 luglio 1936 monsignor Irurita fuggì dal vescovado che era stato assaltato dai miliziani. La versione ufficiale dice che riuscì a nascondersi in casa di Antonio Tort, un gioielliere che stava anche ospitando le monache carmelitane della carità Elvira Ruiz y Micaela, Montserrat Sabanes e María Torres. Il 1º dicembre 1936 dodici militanti della pattuglia di controllo numero 11, nel quartiere di Pueblo Nuevo, perquisirono la bottega del gioielliere che era in via Pedro IV nº 166, catturando il vescovo Irurita, Marcos Goñi, Antonio Tort, suo fratello Francisco, la figlia di Antonio Tort, Mercedes, e le carmelitane María Torres e Montserrat Sabanes. Secondo la versione ufficiale, Irurita venne fucilato sulle mura del cimitero di Montcada i Reixac due giorni dopo.

## Processo di beatificazione
Nel 1959 venne aperto il suo processo di beatificazione a Barcellona. Nel 1964 papa Paolo VI, dopo aver consultato i vescovi spagnoli, decise di introdurre una moratoria su questi processi, soprattutto per evitare interpretazioni politiche che potessero strumentalizzare una decisione esclusivamente spirituale da parte della Chiesa. Nel 1980 si ritenne che la situazione fosse cambiata abbastanza che, in linea di principio, tali interpretazioni non si sarebbero verificate. Fu nel 1983 che iniziarono gli ultimi passi che portarono alle prime beatificazioni dei martiri della guerra civile spagnola. Nel 2002, l'allora arcivescovo di Barcellona, il cardinale Ricardo María Carles Gordó, chiuse la fase diocesana e inoltrò la documentazione alla Congregazione delle cause dei santi.

## Controversia circa la sua morte

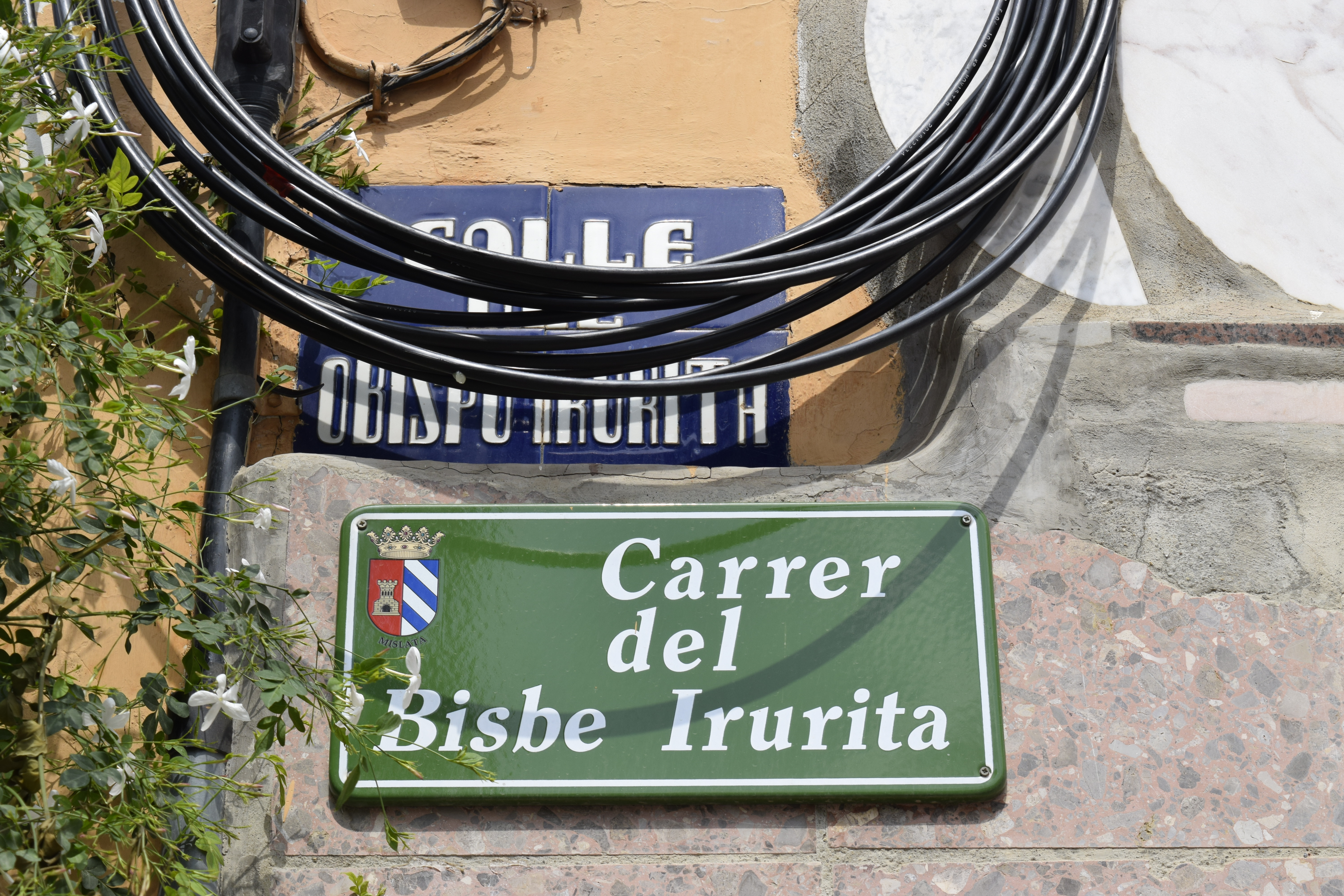
Calle del Obispo Irurita a Mislata.

Secondo la causa generale e la testimonianza di altri sacerdoti, monsignor Irurita fu ucciso a Montcada i Reixac il 3 dicembre 1936 dalle milizie anarchiche, nel cimitero della città. Tale versione è sostenuta tra gli altri da Gonzalo Redondo, Albert Manent, e Vicente Cárcel. Tuttavia, c'è un'aura di mistero che circonda la morte del vescovo: durante il conflitto, la morte di Irurita fu messa in discussione. Alcuni affermano che avrebbe potuto essere salvato dagli anarchici. Secondo il giornalista anarchico Jacinto Toryh, proprio Buenaventura Durruti salvò dal linciaggio il vescovo Irurita dopo la rivolta militare di luglio. Altri sostenevano di aver visto Irurita lasciare il Palazzo episcopale di Barcellona due giorni dopo l'ingresso dell'esercito franchista in la città, il 28 gennaio 1939.
In base a queste testimonianze e ad altre circostanze, storici come il monaco Hilari Raguer affermarono di essere "assolutamente convinti" che "il vescovo Irurita non fu ucciso nel dicembre 1936", specialmente dopo l'apertura degli archivi vaticani riguardo a papa Pio XI, in cui era registrato che i servizi di informazione militare dei franchisti davano per vivo il vescovo nel 1937. Intorno al 1938 ci sono anche fonti secondo le quali il Vaticano sarebbe riuscito a salvarlo. In effetti, alcuni dei testimoni che lo videro nel gennaio del 1939, informarono il capo del Servizio informazioni militari e di polizia, il colonnello Ungría Jiménez, che era a Barcellona ma questi non fu sorpreso dalla notizia.
Lo storico Joan Bada, professore di storia presso la Facoltà di teologia della Catalogna e presso l'Università di Barcellona, pubblicò un lavoro in cui raccoglieva documenti provenienti da diverse istituzioni (tra le altre, la Croce Rossa Internazionale) che certificano che monsignor Irurita era ancora vivo alla metà del 1937. Per Bada era anche strano che nel mese di ottobre del 1937, quando vennero nominati sette amministratori apostolici per sostituire i vescovi uccisi, la diocesi di Barcellona rimase sede vacante. Rimase tale fino al 1942.
Alla fine del XX secolo furono effettuati diversi test sui resti che sarebbero dovuti appartenere a monsignor Irurita. L'odontoiatra forense Juan Carol Montfort condusse uno studio sulla dentatura del presule nel 1940. Non poté però assicurare che i resti fossero quelli del prelato. La descrizione e la precedente dichiarazione di due dentisti che lo avevano avuto in cura quando era vescovo di Lérida sostenevano tuttavia che i resti sarebbero quelli di monsignor Irurita. Nel 2000 vennero pubblicate le conclusioni di uno studio sul DNA dei resti attribuiti al vescovo Irurita, confrontandoli con quelli dei suoi fratelli. Il test confermò che appartenevano a qualcuno della famiglia Irurita, come il vescovo stesso o suo nipote. Secondo il quotidiano La Vanguardia, l'Università di Santiago di Compostela certificò con un grado di attendibilità del 99,9% che i resti sepolti nella cattedrale di Barcellona sono quelli del vescovo Irurita.

## Genealogia episcopale e successione apostolica
La genealogia episcopale è:
- Cardinale Scipione Rebiba
- Cardinale Giulio Antonio Santori
- Cardinale Girolamo Bernerio, O.P.
- Arcivescovo Galeazzo Sanvitale
- Cardinale Ludovico Ludovisi
- Cardinale Luigi Caetani
- Cardinale Ulderico Carpegna
- Cardinale Paluzzo Paluzzi Altieri degli Albertoni
- Papa Benedetto XIII
- Papa Benedetto XIV
- Papa Clemente XIII
- Cardinale Marcantonio Colonna
- Cardinale Giacinto Sigismondo Gerdil, B.
- Cardinale Giulio Maria della Somaglia
- Cardinale Carlo Odescalchi, S.I.
- Cardinale Costantino Patrizi Naro
- Cardinale Lucido Maria Parocchi
- Papa Pio X
- Papa Benedetto XV
- Arcivescovo Federico Tedeschini
- Vescovo Manuel Irurita y Almándoz

La successione apostolica è:
- Vescovo Leoncio Fernández Galilea, C.M.F. (1935)